# Ayres Campos
Ayres Kruger da Senna Campos ou Ayres Campos (Uberaba, MG - 26 de maio de 1923 - São Paulo, 6 de julho de 2003) foi um cantor, empresário, ator de rádio, cinema e televisão brasileira.

## Carreira
O pai era adido militar em Bombaim, na Índia. Tinha cinco filhos. O pai trouxe gado hindu para Uberaba, pensando ficar rico. Os negócios não deram certo, e acabou indo com a família para Santos, e trabalhando nas docas do porto. Todos os filhos estudaram. Ayres começou a cantar na igreja. Cantou na rádio PRC-6. Era alto e loiro, se parecia com o ator Errol Flynn. Chegou a cantar no Teatro Municipal de São Paulo, com César Fronzi; na rádio Bandeirantes  e na Panamericana (atual Jovem Pan). Seu gênero era de músicas italianas, americanas e até japonesas. Fez curso de química e iniciou o de odontologia, fez curso de aviação nos Estados Unidos. Viajou para a Europa, se fixando em Paris ele se interessou por perfumes e suas essências e cosméticos. De volta para o Brasil montou um laboratório, fazia as fragrâncias e as vendia para as principais farmácias da capital paulista. Foi lutador de boxe. Atuou em filmes da Empresa Cinematográfica Vera Cruz.
Em 1954 se candidatou a uma vaga na TV Record - Canal 7 de São Paulo, para fazer papel de um herói infantil. Estreou em 24 de outubro de 1954, a série de de aventuras Capitão 7, junto com Idalina de Oliveira. A produção foi esmerada: roupa desenhada especialmente, hino do Capitão 7, e tinha até fã-clube: os meninos se vestiam iguais ao personagem do programa. Em 1959 foi criada a revista Capitão 7. O programa ficou no ar até 1966.
Fundou uma empresa de fantasias de super-herói que tinha o Capitão 7 como mascote, chegando a lançar em 1983, uma revista em quadrinhos promocional do personagem ilustrada por Douglas Galindo.
Casado, teve dois filhos e dois netos.
Faleceu vítima de pneumonia na capital paulista e foi sepultado no cemitério do Morumbi.

## Filmografia
- 1958 - Escravos do amor das amazonas
- 1957 - A lei do sertão
- 1957 - Curucu, o terror do Amazonas
- 1956 - O Gato de Madame[2]
- 1956 - A Pensão da D. Stela
- 1954 - É proibido beijar
- 1954 - Candinho
- 1953 - Sai da frente
- 1952 - Veneno
- 1952 - João Gangorra
- 1952 - Meu Destino É Pecar
- 1952 - Tico-tico no fubá
- 1949 - Também somos irmãos
- 1949 - Quase no céu